# Khim Borey
Khim Borey (ឃឹម បូរី; Takéo, 29 settembre 1989) è un allenatore di calcio ed ex calciatore cambogiano, di ruolo attaccante. Allenatore del Nagaworld.

## Carriera

### Club
Ha giocato nella massima serie cambogiana ed in quella thailandese, con il Sisaket.

### Nazionale
Gioca dal 2007 con la nazionale di calcio della Cambogia.

## Statistiche

### Presenze e reti nei club
| Stagione         | Squadra                   | Campionato       | Campionato | Campionato | Coppe nazionali | Coppe nazionali | Coppe nazionali | Coppe continentali | Coppe continentali | Coppe continentali | Altre coppe | Altre coppe | Altre coppe | Totale | Totale |
| Stagione         | Squadra                   | Comp             | Pres       | Reti       | Comp            | Pres            | Reti            | Comp               | Pres               | Reti               | Comp        | Pres        | Reti        | Pres   | Reti   |
| ---------------- | ------------------------- | ---------------- | ---------- | ---------- | --------------- | --------------- | --------------- | ------------------ | ------------------ | ------------------ | ----------- | ----------- | ----------- | ------ | ------ |
| 2008-2010        | National Defense Ministry | CL               | 57         | 44         | HSC             | -               | -               |                    | -                  | -                  | -           | -           | -           | 57     | 44     |
| 2011             | Sisaket                   | TL               | 46         | 29         | SC              | 1               | 1               |                    | -                  | -                  | -           | -           | -           | 47     | 30     |
| 2011-2014        | Phnom Penh Crown          | CL               | 29         | 6          | HSC             | -               | -               |                    | -                  | -                  | -           | -           | -           | 29     | 6      |
| 2015-2018        | Nagaworld                 | CL               | 50         | 11         | HSC             | -               | -               |                    | -                  | -                  | -           | -           | -           | 50     | 11     |
| 2019             | Nagaworld                 | CL               | 26         | 3          | HSC             | 2               | 0               | AFC Cup            | 6                  | 0                  | -           | -           | -           | 34     | 3      |
| 2020             | Nagaworld                 | CL               | 15         | 1          | HSC             | 6               | 1               | -                  | -                  | -                  | -           | -           | -           | 21     | 2      |
| 2021             | Nagaworld                 | CL               | 14         | 0          | HSC             | 2               | 0               | -                  | -                  | -                  | -           | -           | -           | 16     | 0      |
| Totale Nagaworld | Totale Nagaworld          | Totale Nagaworld | 105        | 15         |                 | 10              | 1               |                    | 6                  | 0                  | -           | -           | -           | 121    | 16     |
| Totale carriera  | Totale carriera           | Totale carriera  | 238        | 94         |                 | 11              | 2               |                    | 6                  | 0                  | -           | -           | -           | 255    | 96     |

### Cronologia presenze e reti in nazionale
| Cronologia completa delle presenze e delle reti in nazionale ― Cambogia | Cronologia completa delle presenze e delle reti in nazionale ― Cambogia | Cronologia completa delle presenze e delle reti in nazionale ― Cambogia | Cronologia completa delle presenze e delle reti in nazionale ― Cambogia | Cronologia completa delle presenze e delle reti in nazionale ― Cambogia | Cronologia completa delle presenze e delle reti in nazionale ― Cambogia | Cronologia completa delle presenze e delle reti in nazionale ― Cambogia | Cronologia completa delle presenze e delle reti in nazionale ― Cambogia |
| Data                                                                    | Città                                                                   | In casa                                                                 | Risultato                                                               | Ospiti                                                                  | Competizione                                                            | Reti                                                                    | Note                                                                    |
| ----------------------------------------------------------------------- | ----------------------------------------------------------------------- | ----------------------------------------------------------------------- | ----------------------------------------------------------------------- | ----------------------------------------------------------------------- | ----------------------------------------------------------------------- | ----------------------------------------------------------------------- | ----------------------------------------------------------------------- |
| 11-10-2007                                                              | Phnom Penh                                                              | Cambogia                                                                | 0 – 1                                                                   | Turkmenistan                                                            | Qual. Mondiali 2010                                                     | -                                                                       |                                                                         |
| 28-10-2007                                                              | Ashgabat                                                                | Turkmenistan                                                            | 4 – 1                                                                   | Cambogia                                                                | Qual. Mondiali 2010                                                     | -                                                                       | 74’                                                                     |
| 26-05-2008                                                              | Phnom Penh                                                              | Cambogia                                                                | 0 – 1                                                                   | Nepal                                                                   | AFC Challenge Cup 2008                                                  | -                                                                       | 35’                                                                     |
| 25-08-2008                                                              | Giacarta                                                                | Cambogia                                                                | 1 – 7                                                                   | Birmania                                                                | Indonesia Independence Cup 2008                                         | 1                                                                       |                                                                         |
| 26-04-2009                                                              | Dacca                                                                   | Cambogia                                                                | 0 – 1                                                                   | Bangladesh                                                              | AFC Challenge Cup 2009                                                  | -                                                                       | 66’                                                                     |
| 28-04-2009                                                              | Dacca                                                                   | Macao                                                                   | 1 – 2                                                                   | Cambogia                                                                | AFC Challenge Cup 2009                                                  | -                                                                       |                                                                         |
| 30-04-2009                                                              | Dacca                                                                   | Birmania                                                                | 1 – 0                                                                   | Cambogia                                                                | AFC Challenge Cup 2009                                                  | -                                                                       |                                                                         |
| 22-10-2010                                                              | Vientiane                                                               | Laos                                                                    | 0 – 0                                                                   | Cambogia                                                                | ASEAN Football Championship 2010                                        | -                                                                       |                                                                         |
| 24-10-2010                                                              | Vientiane                                                               | Cambogia                                                                | 4 – 2                                                                   | Timor Est                                                               | ASEAN Football Championship 2010                                        | 3                                                                       |                                                                         |
| 26-10-2010                                                              | Vientiane                                                               | Filippine                                                               | 0 – 0                                                                   | Cambogia                                                                | ASEAN Football Championship 2010                                        | -                                                                       | 83’                                                                     |
| 16-02-2011                                                              | Taipa                                                                   | Macao                                                                   | 3 – 2                                                                   | Cambogia                                                                | AFC Challenge Cup 2011                                                  | 1                                                                       | 50’ 61’                                                                 |
| 05-10-2012                                                              | Yangon                                                                  | Cambogia                                                                | 1 – 5                                                                   | Timor Est                                                               | ASEAN Football Championship 2012                                        | -                                                                       |                                                                         |
| 07-10-2012                                                              | Yangon                                                                  | Laos                                                                    | 1 – 0                                                                   | Cambogia                                                                | ASEAN Football Championship 2012                                        | -                                                                       | 53’                                                                     |
| 09-10-2012                                                              | Yangon                                                                  | Cambogia                                                                | 2 – 3                                                                   | Brunei                                                                  | ASEAN Football Championship 2012                                        | 1                                                                       |                                                                         |
| 11-10-2012                                                              | Yangon                                                                  | Birmania                                                                | 3 – 0                                                                   | Cambogia                                                                | ASEAN Football Championship 2012                                        | -                                                                       |                                                                         |
| 22-03-2013                                                              | Manila                                                                  | Turkmenistan                                                            | 7 – 0                                                                   | Cambogia                                                                | AFC Challenge Cup 2013                                                  | -                                                                       | 55’                                                                     |
| 24-03-2013                                                              | Manila                                                                  | Cambogia                                                                | 0 – 8                                                                   | Filippine                                                               | AFC Challenge Cup 2013                                                  | -                                                                       | 81’                                                                     |
| 11-06-2015                                                              | Phnom Penh                                                              | Cambogia                                                                | 0 – 4                                                                   | Singapore                                                               | Qual. Mondiali 2018                                                     | -                                                                       | 46’                                                                     |
| Totale                                                                  |                                                                         | Presenze                                                                | 18                                                                      |                                                                         | Reti                                                                    | 6                                                                       |                                                                         |

## Palmarès

### Club

#### Competizioni nazionali
- Campionato cambogiano: 3

Phnom Penh Crown: 2011, 2014, 2018